# هيرمان برانسون
هيرمان برانسون (بالإنجليزية: Herman Branson)‏ (و. 1914 – 1995 م) هو فيزيائي من الولايات المتحدة الأمريكية .

## التعليم
تعلم في جامعة سينسيناتي، وجامعة ولاية فرجينيا ‏